# يوهان ميخائيل هان

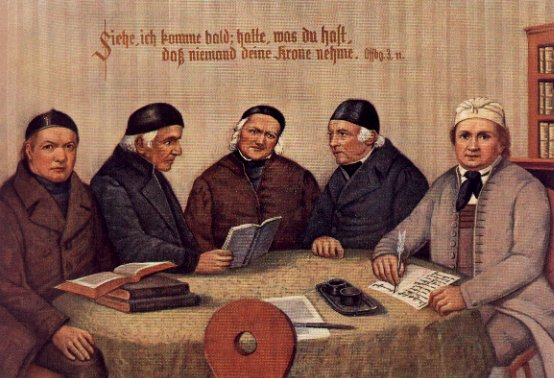

يوهان ميخائيل هان (بالألمانية: Johann Michael Hahn)‏ هو كاتب ترانيم ألماني، ولد في 2 فبراير 1758 في Altdorf, Böblingen ‏ في ألمانيا، وتوفي في 20 يناير 1819 في Jettingen (Baden-Württemberg) ‏ في ألمانيا.